# Осташки
Осташки́ — село в Україні, у Чорноострівській селищній територіальній громаді Хмельницького району Хмельницької області. Населення становить 931 особу.

## Пам'ятки
Неподалік від села розташований лісовий заказник «Осташки».

## Відомі уродженці
- Федюк Микола Васильович (нар. 1946) — український кінорежисер і сценарист.
- Пірог Іван Авксентьєвич (1906 - 1979) - підполковник артилерії, командир дивізіону, начальник штабу, в.о. командиру гаубичного артилерійського полку резерву верховного головнокомандувача. Влітку 1942 року під час Харківської операцій отримав тяжке поранення, лишився ноги. У 1943- 1945 роках був викладачем у артилерійських навчальних центрах на сході СРСР. Після закінчення другої світової війни працював викладачем у Одеському морехідному училищі ММФ

## Галерея

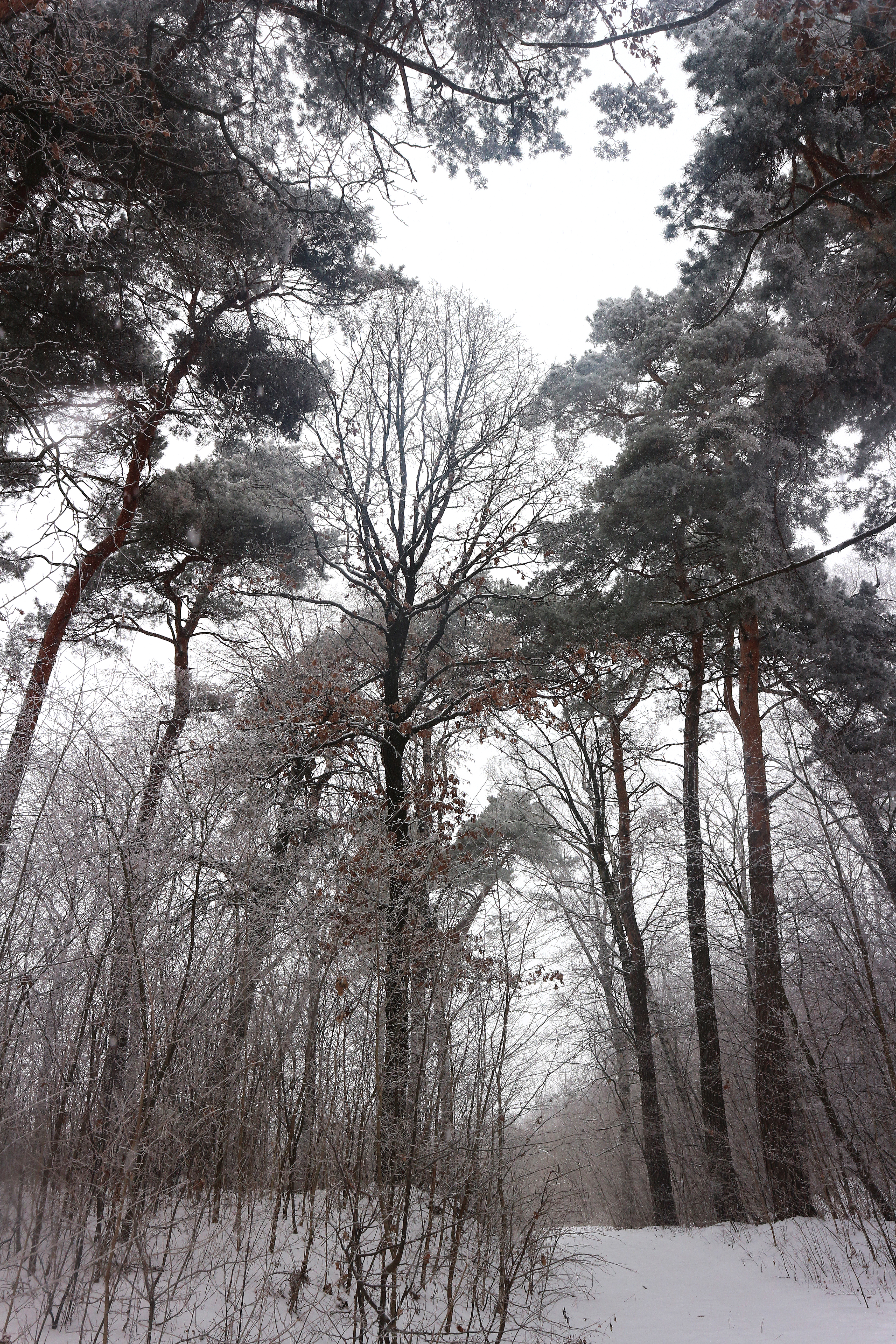
Лісовий заказник Осташки
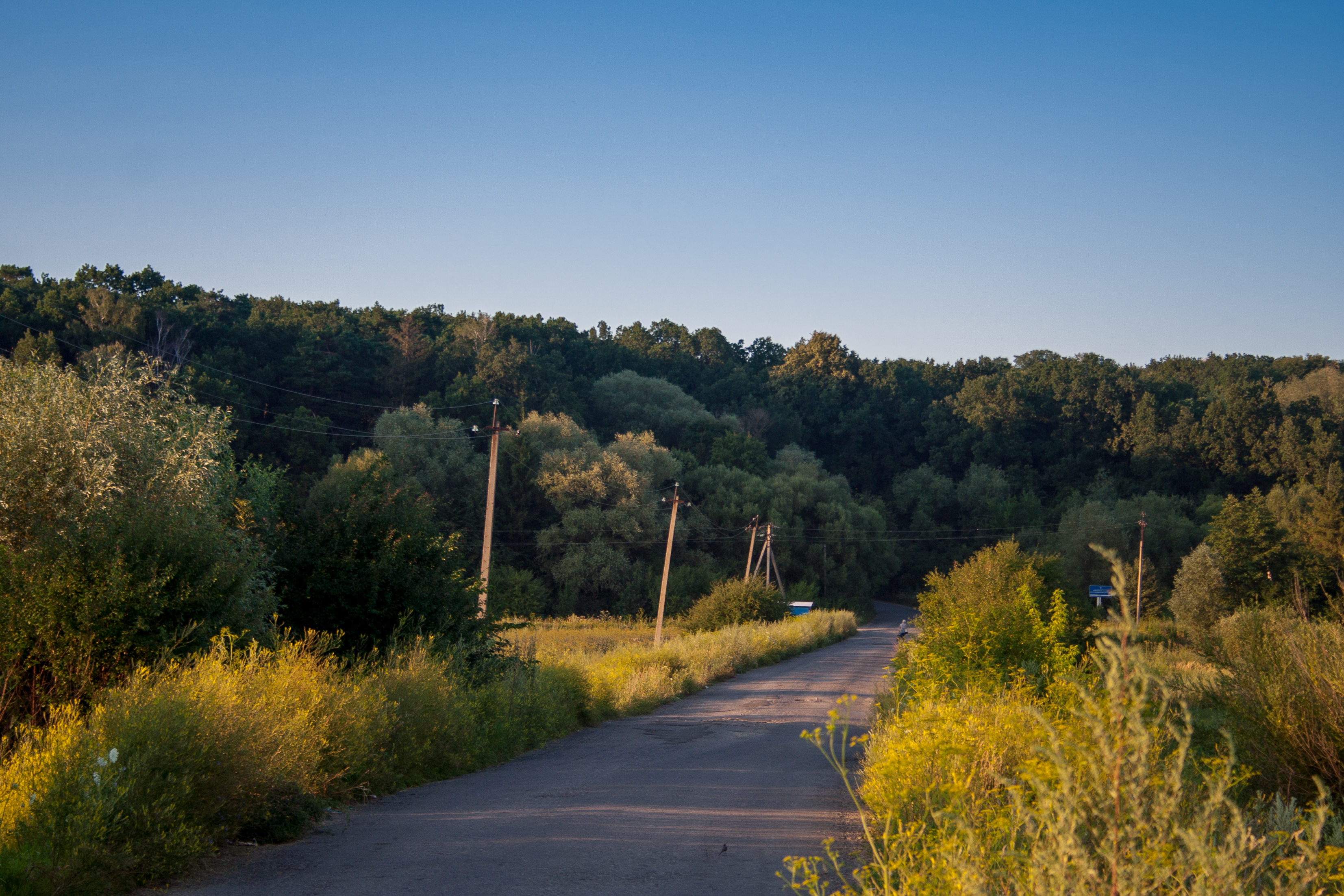
Дорога на Осташки
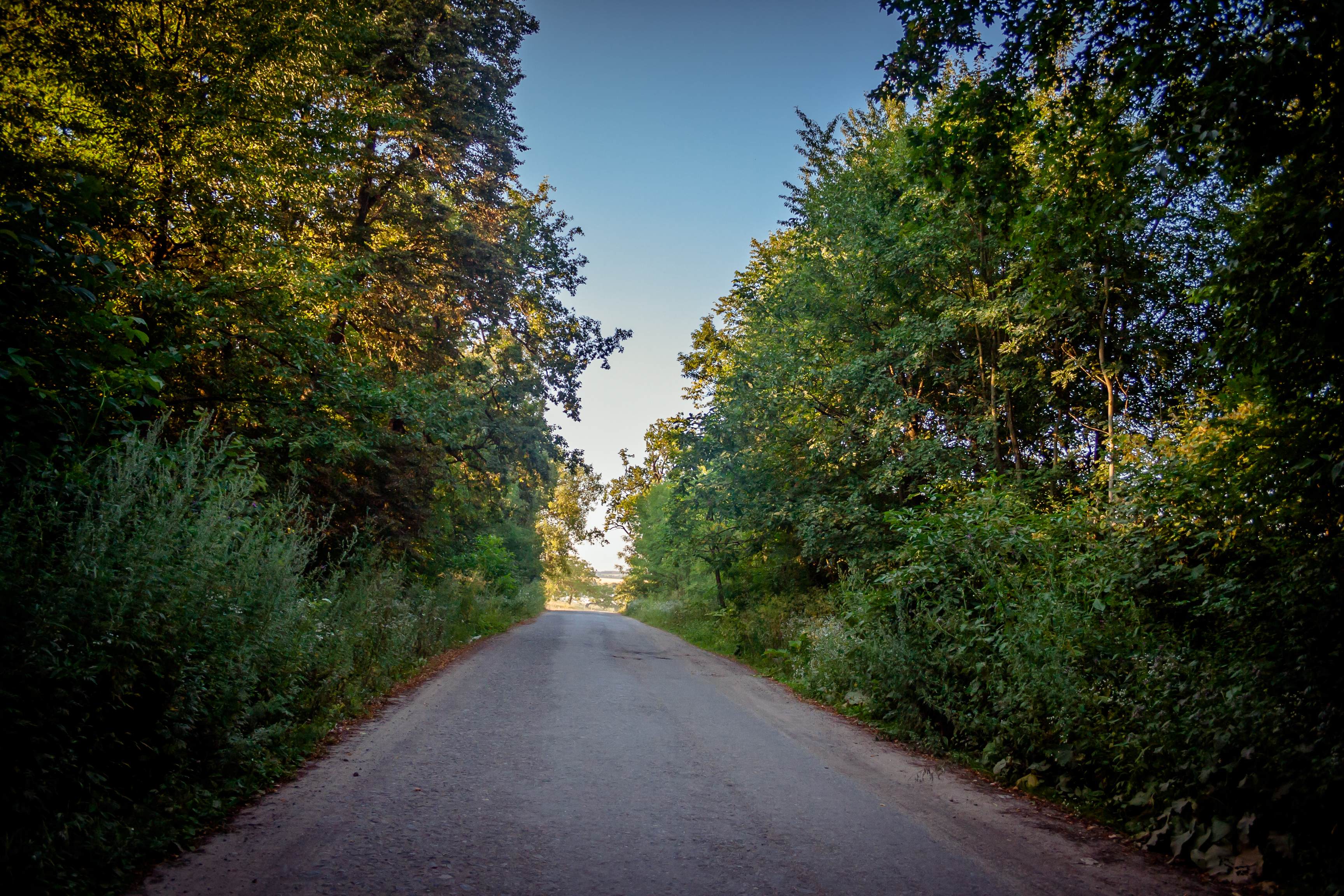
Дорога через ліс на Осташки
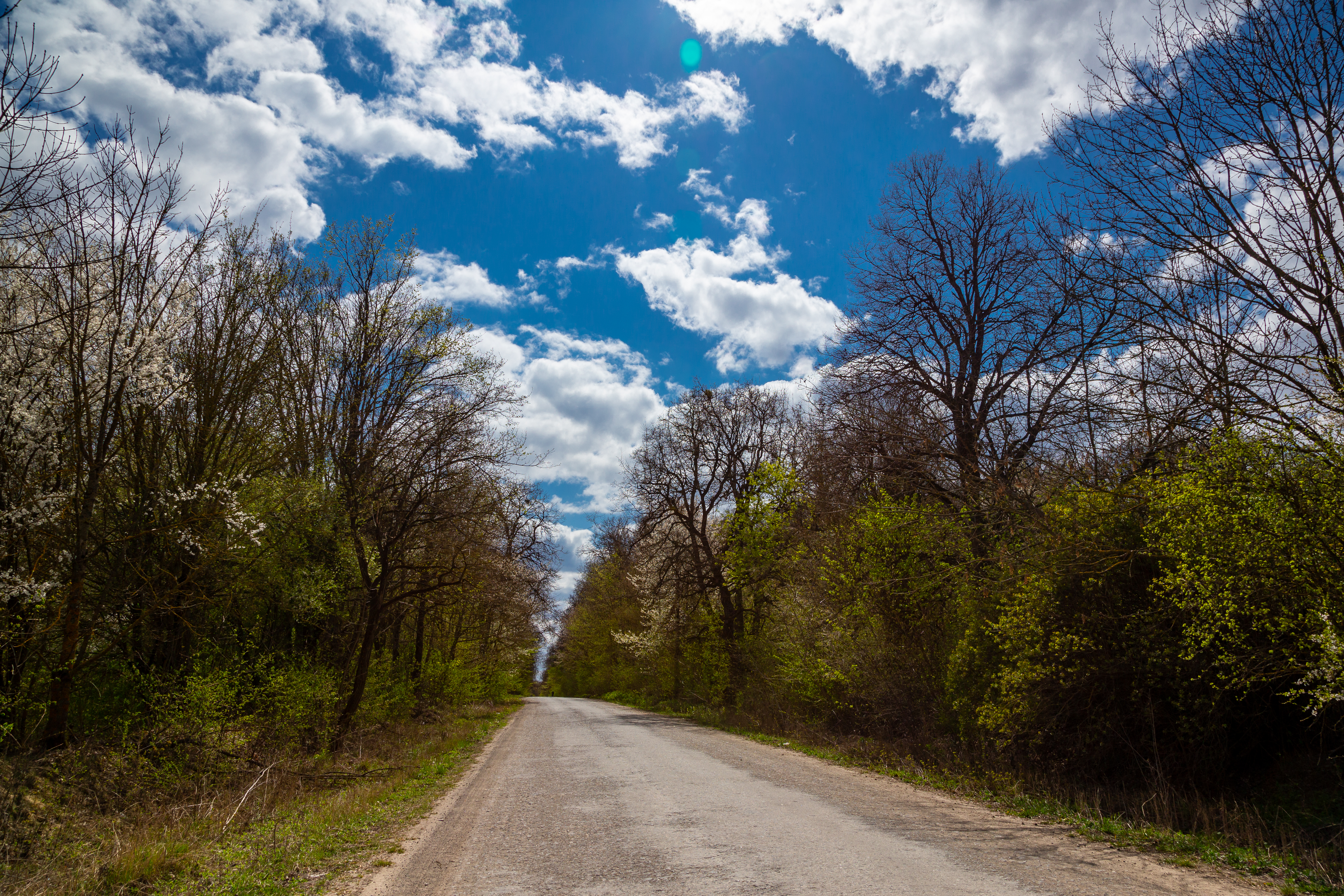
Шлях через осташківський ліс
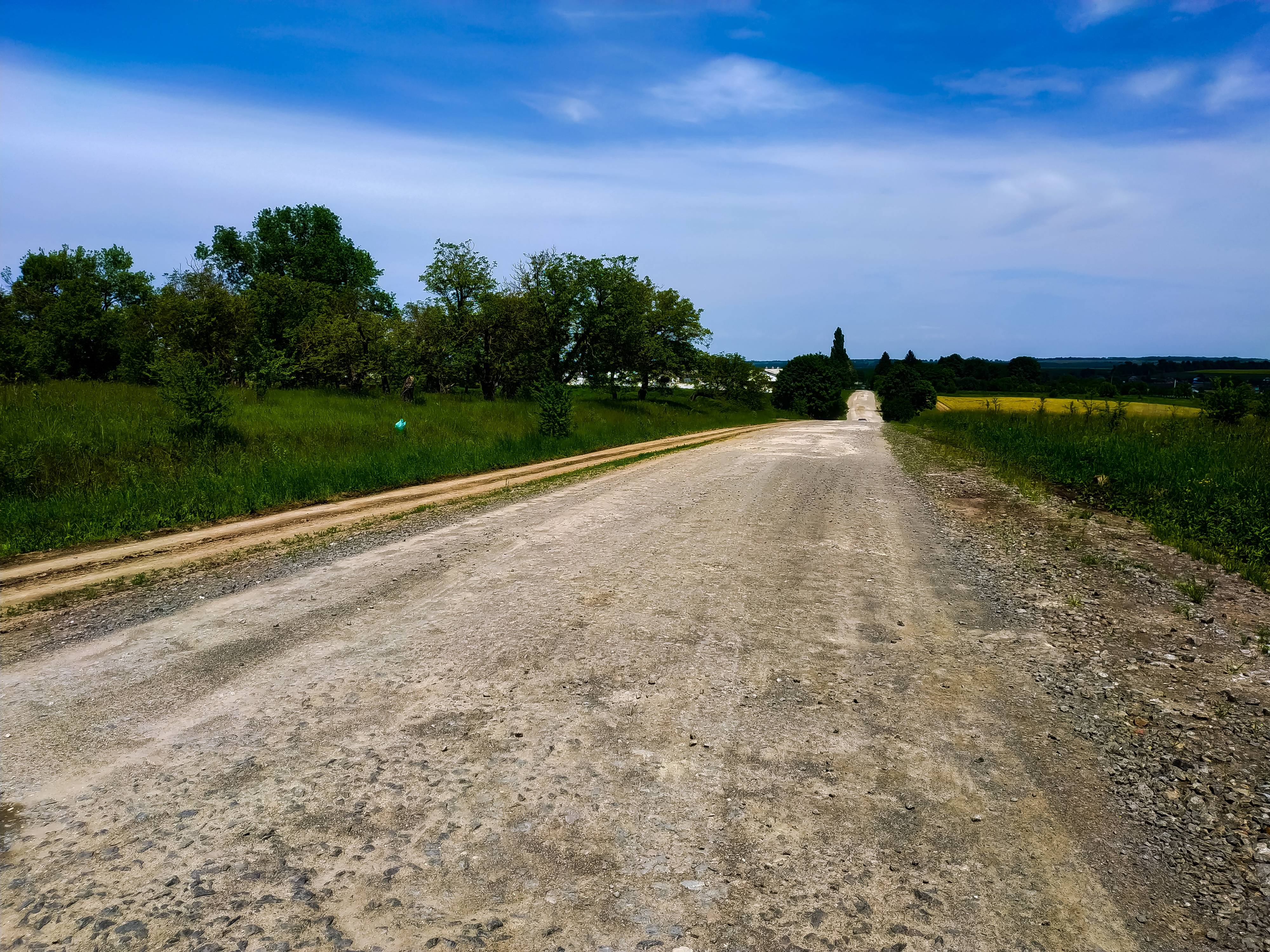
Дорога в с. Осташки
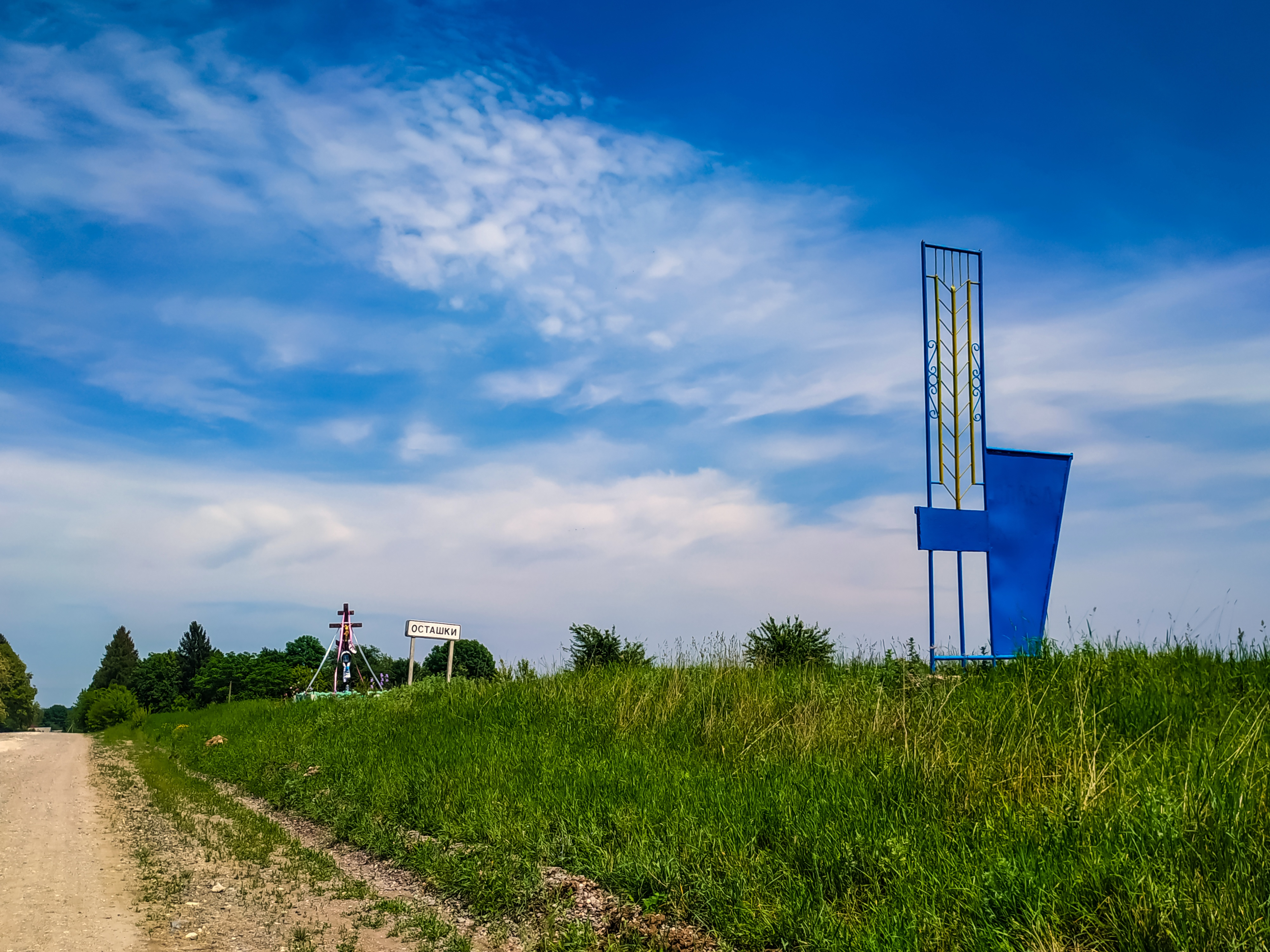
Стела при в'їзді у село
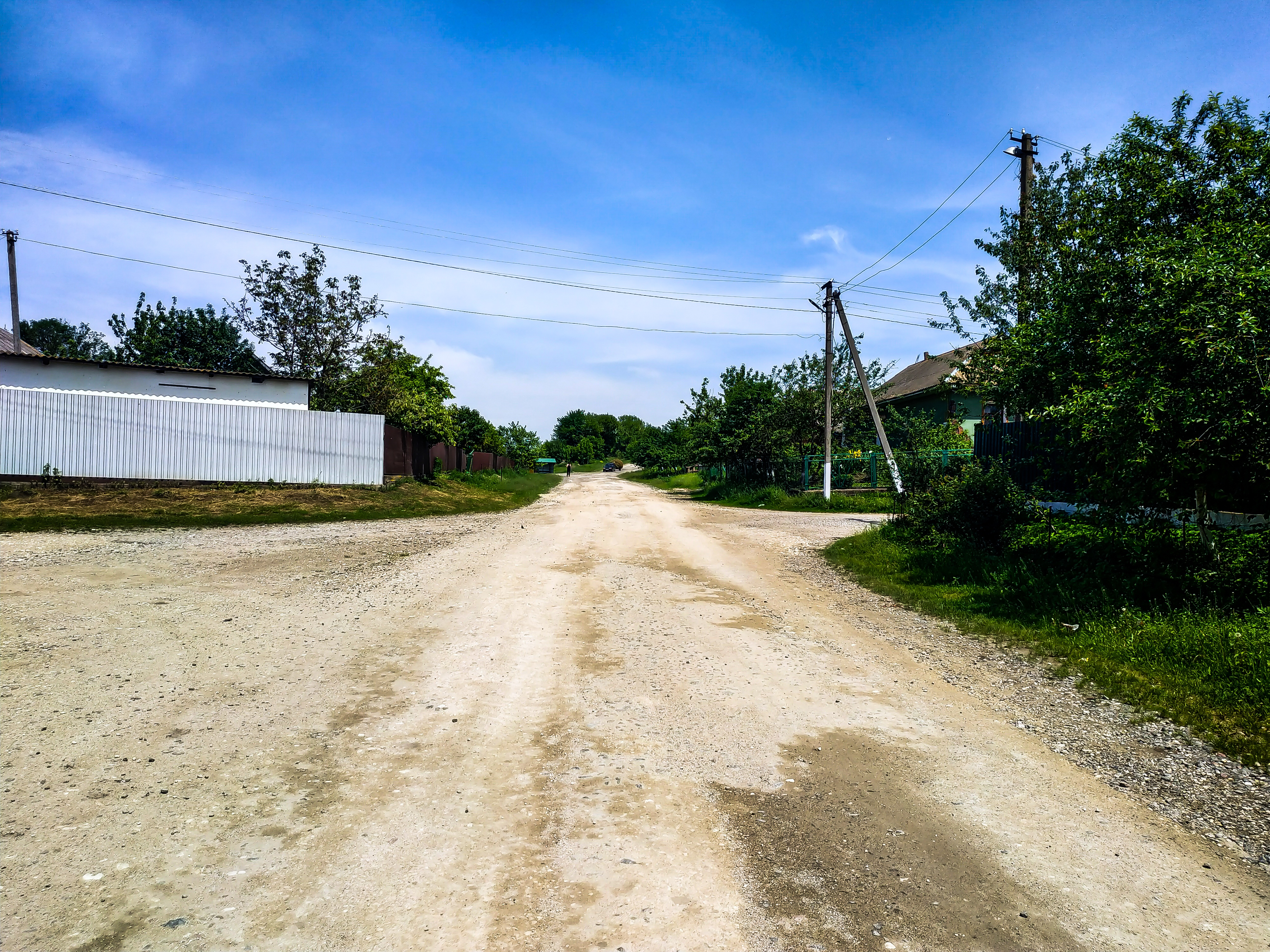
Центр села
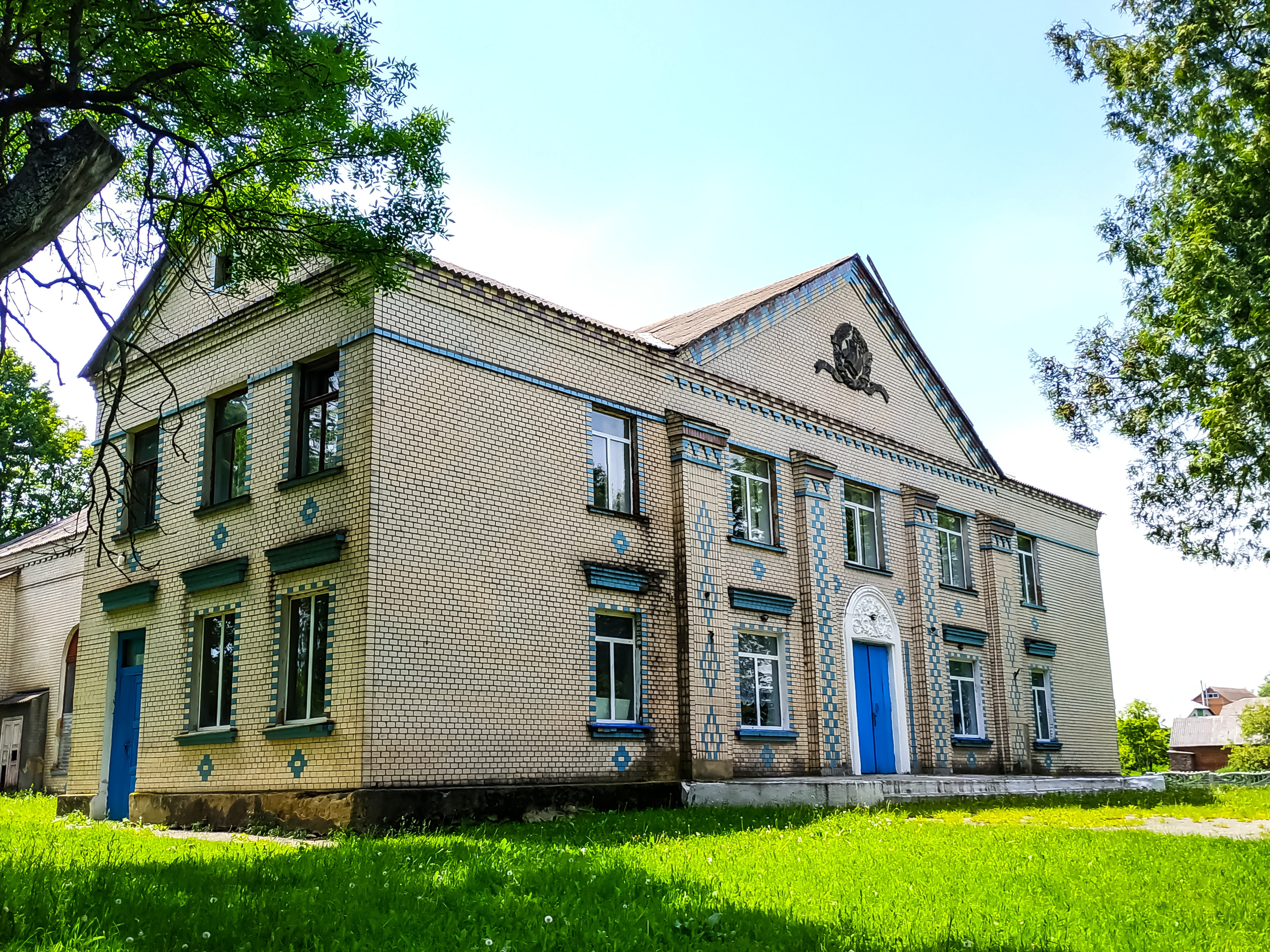
Будинок культури
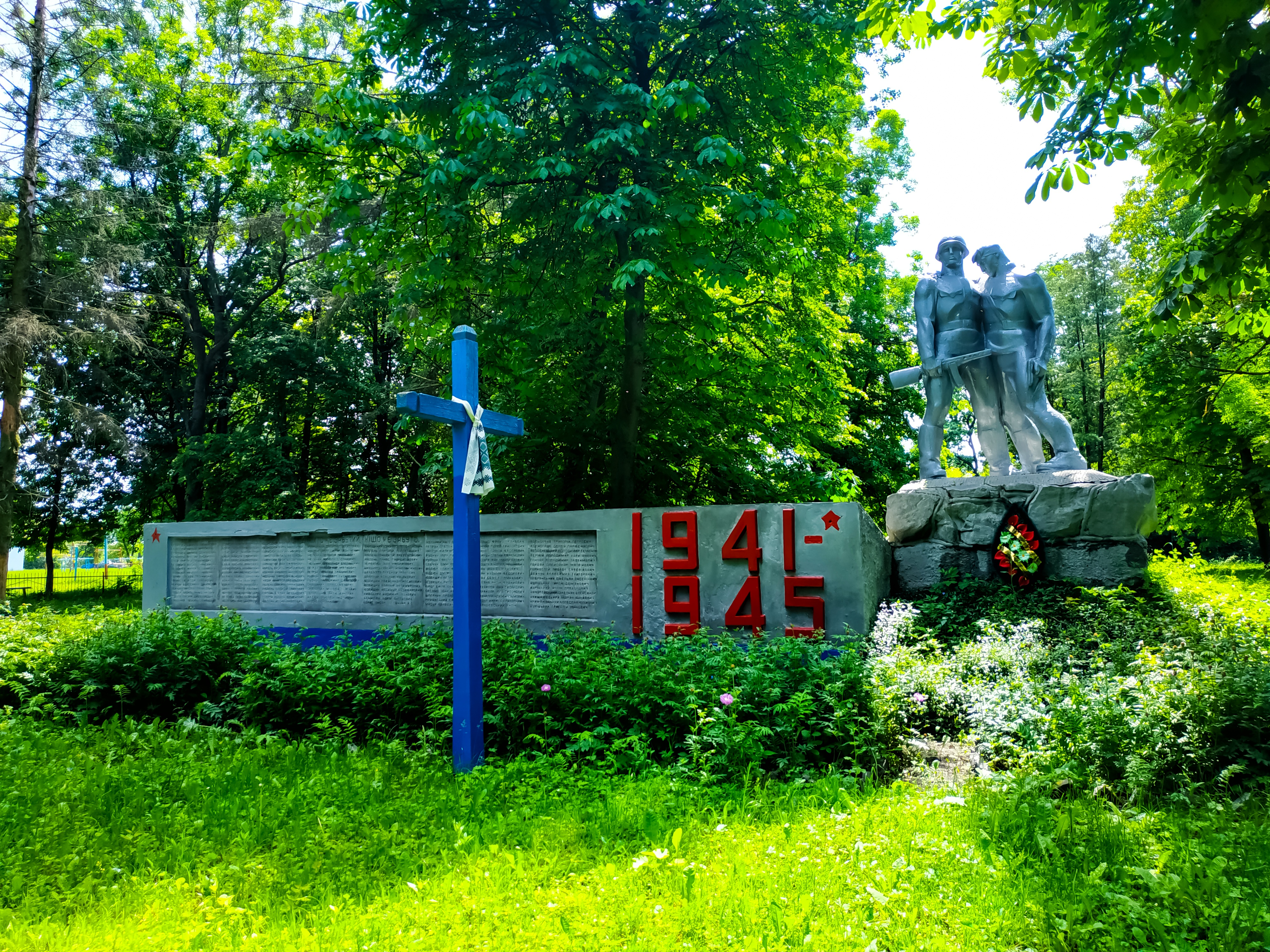
Пам'ятний знак на честь воїнів-односельців
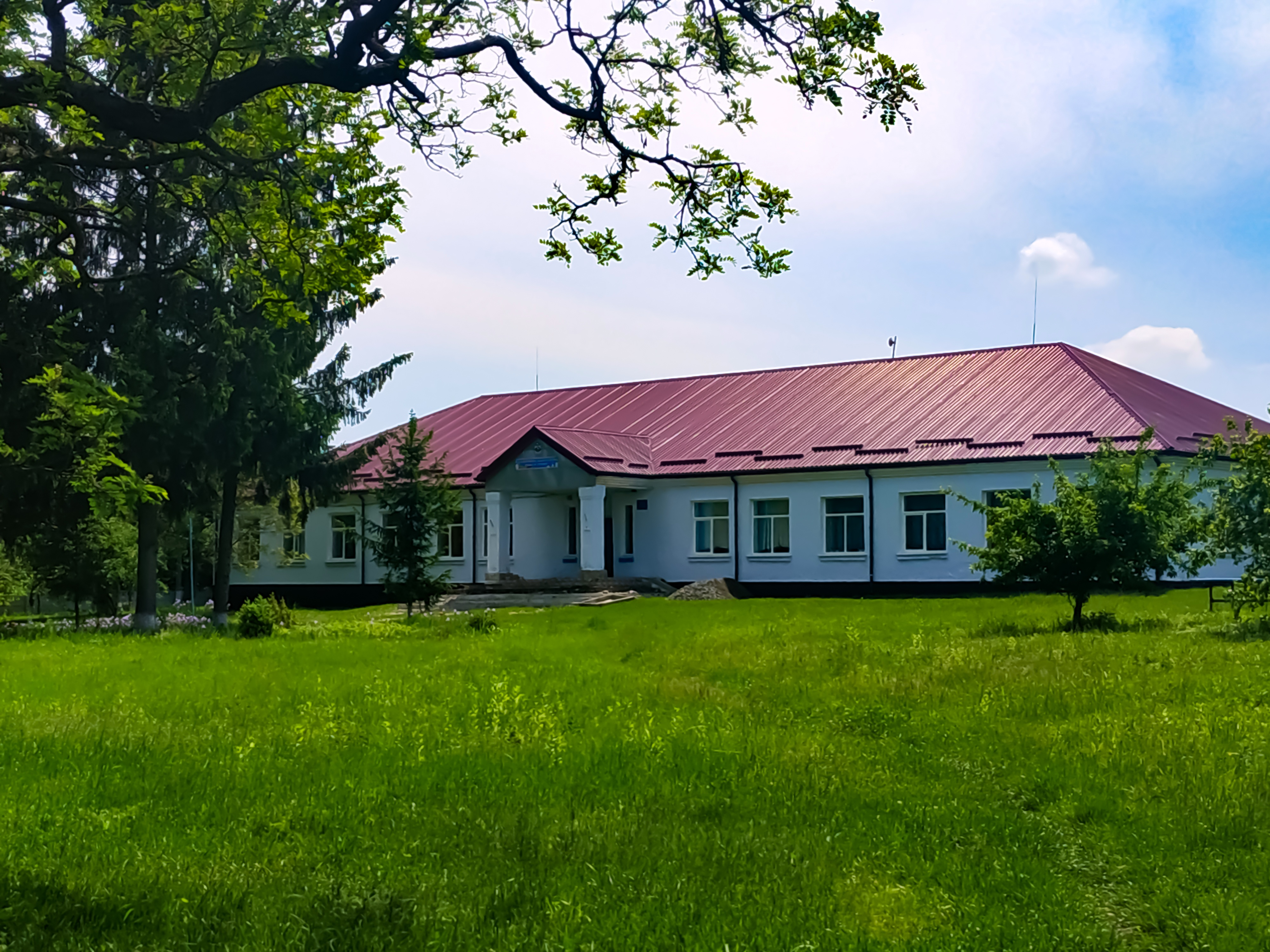
Школа
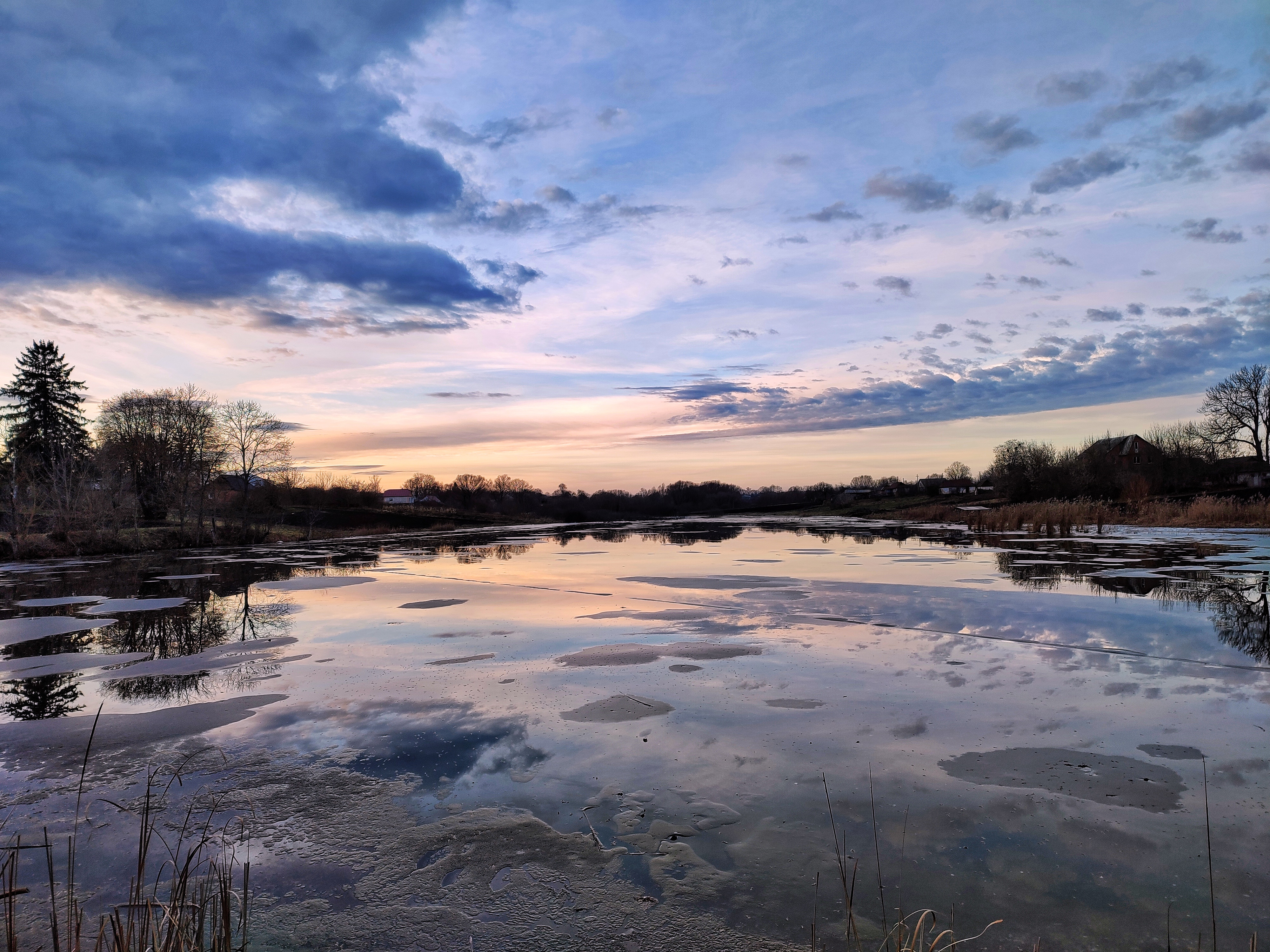
Ставок в Осташках взимку
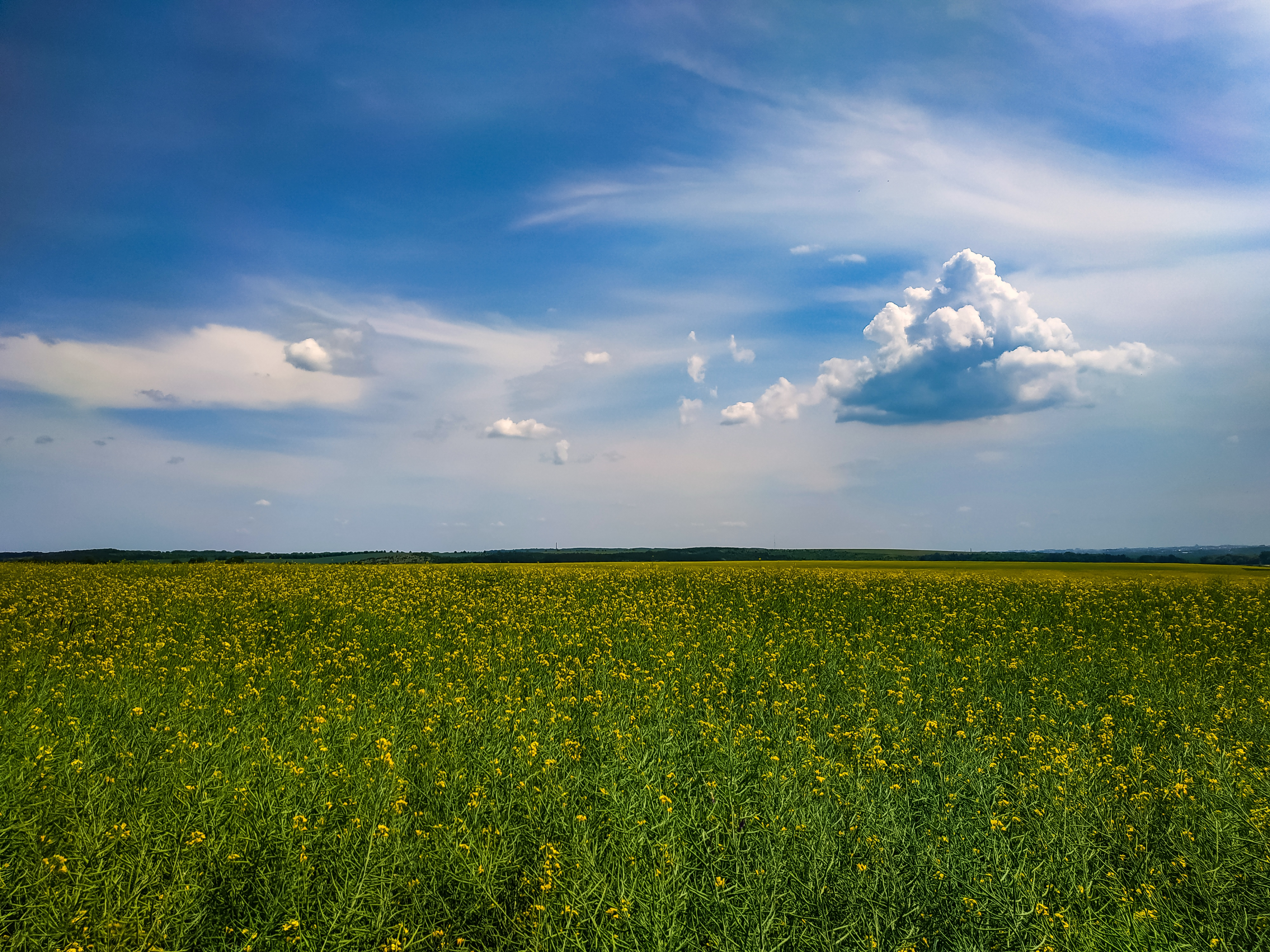
Літо за селом